# Naucleopsis concinna
Naucleopsis concinna là một loài thực vật có hoa trong họ Moraceae. Loài này được (Standl.) C.C. Berg mô tả khoa học đầu tiên năm 1969.